# シュネクデモス
シュネクデモス（Synecdemus）又は Synekdemos (ギリシア語: Συνέκδημος)は、 ヒエロクレスの作とされる地理文献であり、それらはビザンツ帝国の行政機構と諸都市の一覧を含んでいる。ユスティニアヌス1世帝時代の535年以前に作成されたと考えられ、64の帝国属州Eparchiesと、そこに912の都市を帰属させている。 シュネクデモスは 6世紀の東方領域の政治的地理を研究する為の大変貴重な史料である。シュネクデモスは en:Stephanus of Byzantiumの著作に沿っており、コンスタンティノス7世の著作のテマ(De Thematibus)に関する著作の一次史料である。
シュネクデモス は 1735年の版本以来多様な版本が出版されており、 en:Gustav Partheyによる(Hieroclis Synecdemus; Berlin, 1866)が著名である。Hieroclis Synecdemus'はA. Burckhardt により校訂され、ギリシア・ラテン語文献史料集成en:Teubner 叢書 (Hieroclis Synecdemus; Leipzig, 1893)に収録された。もっとも最近の主要な版本は、E. Honigmannによるものである (Le Synekdèmos d'Hiéroklès et l'opuscule géographique de Georges de Chypre; Brussels, 1939)。

## 掲載されている属州[1]
マケドニア管区（5属州）マケドニア、テッサリア、アカイア、新エピロス、旧エピロス
ダキア管区（6属州）ダキア・リペンシス、ダキア・メディテラネ、ダルダニア、プレヴァリタニア、第一モエシア、パンノニア
トラキア管区（6属州）スキティア、第二モエシア、トラキア、ヘミモントス、ロドペ、エウローパ
アシア管区（11属州）アシア、ヘレスポントス、第一フリギア、第二フリギア、リディア、ピシディア、リカオニア、パンフィリア、リキア、カリア、諸島部
ポントス管区（7属州）ビティニア、第一カッパドキア、第二カッパドキア、ヘレスポントス、ポントス・ポレモニアック、第一アルメニア、第二アルメニア
オリエンス管区（15属州）第一キリキア、第二キリキア、キプロス、イサウリア、第一シリア、第二シリア、ユーフラテシア、オスロエナ、メソポタミア、第一フェニキア、第二フェニキア、第一パレスチナ、第二パレスチナ、第三パレスチナ、アラビア
エジプト管区（8属州）エジプト、第一アウグスタミニキア、第二アウグスタミニキア、アルカディア、第一テーバイ、第二テーバイ、第一リビア、第二リビア

## 関連・参考文献
- Hierocles, Grammaticus; Parthey, Gustav, ed. (1866) Hieroclis Synecdemus et notitiae Graecae episcopatuum; acedunt nili doxapatrii notitia patriarchatuum et locorum nomina immutata. Amsterdam: A. M. Hakkert, 1967
- Cohen, Getzel (1995) The Hellenistic Settlements in Europe, the Islands, and Asia Minor. Berkeley; Oxford: University of California Press ISBN 0-520-08329-6; p. 7.
- Buchwald, Wolfgang Dictionnaire des auteurs grecs et latins de l'Antiquité et du Moyen-Âge; s. v. Hiéroclès, p. 408.
- Oxford Dictionary of Byzantium, s. v. Hierokles, vol. II, 930.
- ピエール マラヴァル著「皇帝ユスティニアヌス (文庫クセジュ)」白水社,2005年,ISBN 978-4560508831
- 尚樹啓太郎著「ビザンツ帝国史」東海大学出版会,1999年,ISBN 978-4486014317（p222にはユスティニアヌス1世時代末期の属州区画地図が、p223には属州一覧表が掲載されている。この一覧表と地図はユスティニアヌス１世治世中に征服された西方領土の属州を含んでいる）